# Bodiam Castle
Bodiam Castle [ˌbəʊdiəm ˈkɑːsɫ̩] ist eine gut erhaltene Burgruine in East Sussex, England.

## Geschichte

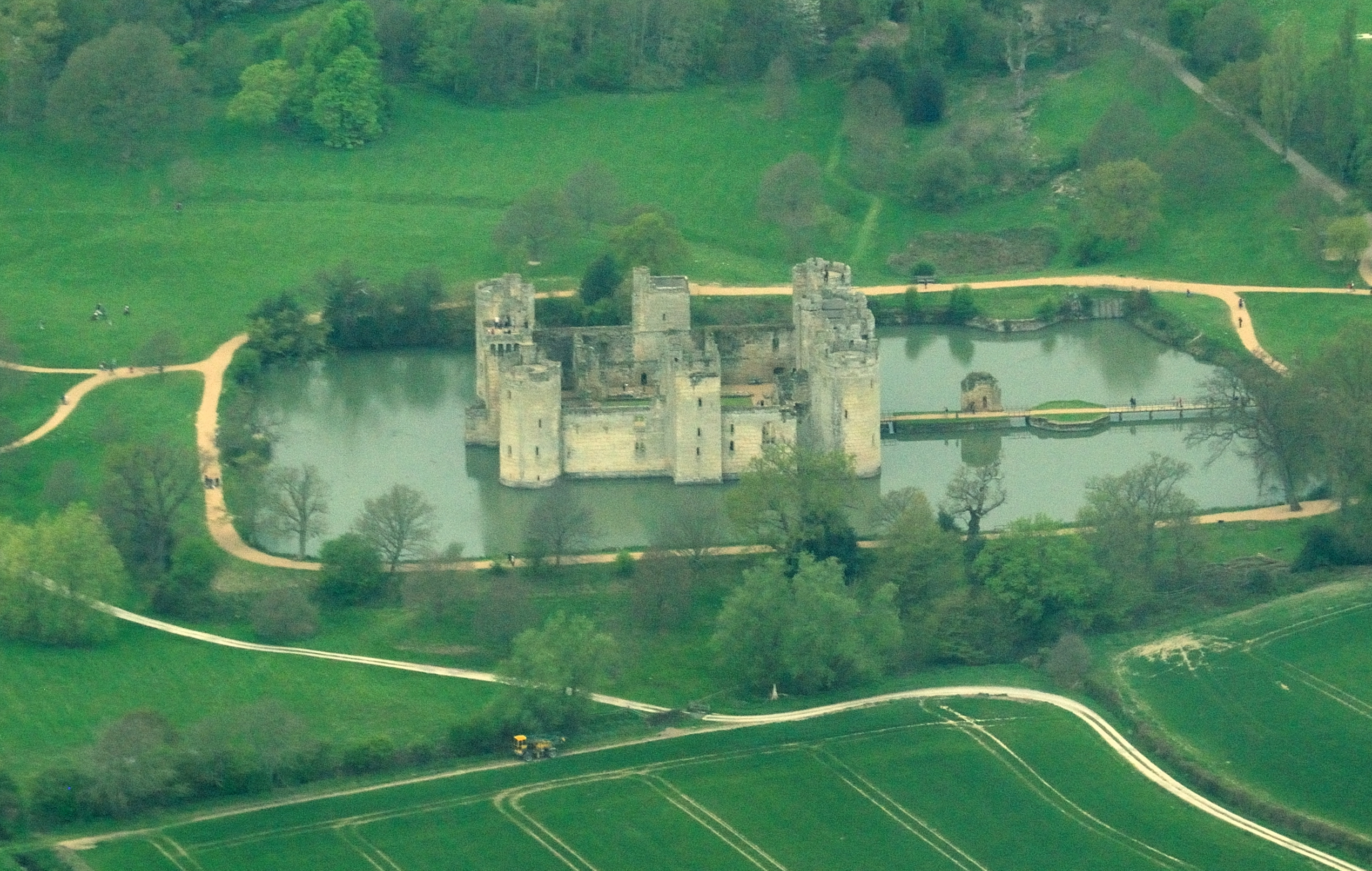
Luftaufnahme der Anlage

Der aus einer alten Sussexer Familie stammende Sir Edward Dalyngrigge, der für Eduard III. in Frankreich gekämpft hatte, war durch seine Heirat mit Elizabeth, der Erbin von Wardedieu (Wardeux), deren Familie schon seit den 1330er Jahren im Besitz des Anwesens von Bodiam war, 1378 in den Besitz des Gutes gekommen. Es bestand im Wesentlichen aus einem Gutshaus im Tal nördlich der Kirche von Bodiam, dessen Grundmauern bei archäologischen Ausgrabungen in den 1960er und 1970er Jahren gefunden wurden, sowie einem zweiten Gebäude, das sich nördlich oberhalb der heutigen Burg befand. Als Ritter in der Grafschaft von Sussex (Knight in the Shire of Sussex) war Dalyngrigge Mitglied von zehn Parlamenten von 1379 bis 1388 und zweifellos eine der einflussreicheren Persönlichkeiten der Umgebung in dieser Zeit gewesen. Im Jahr 1380 wurde er Mitglied der Kommission zur Prüfung des Standes des Königreiches und der Besitztümer, Ausgaben und Einnahmen des königlichen Hausehaltes (Commission considering the state of the realm and the possessions, expenses and revenues of the royal household). Im gleichen Jahr wurde er zur Begutachtung von Winchelsea sowie zur Untersuchung bestellt, wie die Stadt besser gegen Frankreich befestigt werden könne. Neben der Bedrohung durch eine Invasion bestanden aber auch Gefahren im Innern des Landes. 1381 hatten sich Bauern aus Kent, Essex, Sussex und Bedfordshire in einer Revolte erhoben, auf ihrem Marsch auf London zahlreiche Gutshäuser zerstört, den Tower von London überrannt und den Erzbischof Sudbury geköpft. Auch wenn der Aufstand sehr schnell von den Gefolgsleuten Richards II. niedergeschlagen werden konnte, gab es auch in den Folgejahren immer wieder ein Aufflackern des Widerstandes. Im Jahr 1383 erhielt Sir Edward Dalyngrigge die königliche Genehmigung zum Abhalten eines Wochenmarktes auf seinem Besitz in Bodiam. 1385 erfolgte die königliche Lizenz zur Befestigung seines Landsitzes durch Richard II.:

“Know that of our special grace we have granted and given license on behalf of ourselves and our heirs, so far as in us lies, to our beloved and faithful Edward Dalyngrigge Knight, that he may strengthen with a wall of stone and lime, and crenellate and, construct and make into a Castle his manor house Bodyham, near the sea, in the county of Sussex, for defence of the adjacent country, and, resistance to our enemies.”

„Wisset, dass aus unserer besonderen Gnade wir erlaubt und die Genehmigung in unserem und unserer Erben Namen gegeben haben, so weit es in uns liegt, unserem geliebten und treuen Ritter Eduard Dalyngrigge, dass er mit einer Mauer aus Stein und Kalk, und Zinnen verstärken, und erbauen und zu einer Burg sein Herrenhaus Bodyham machen darf, nahe der See, im Land von Sussex, zur Verteidigung des angrenzenden Landes und zum Widerstand gegen unsere Feinde…“

Doch er ließ eine neue Wasserburg nahe seinem aus Holz gefertigten Herrenhaus nicht fern dem Fluss Rother errichten. Hinzu kam zur gleichen Zeit eine weitere Lizenz, einen Wasserlauf von Dalyngreggesbay nördlich in Saleshurst nach Bodiam zu leiten, um dort eine Wassermühle zu betreiben. Dalyngrigge hat die ersten Bauarbeiten wohl nicht selbst beaufsichtigen können, da er zwischen 1386 und 1387 Hafenkaptain der französischen Stadt Brest war. Etwa um 1392 waren die Arbeiten an der Burg beendet, Sir Edward Dalyngrigge starb allerdings bereits wenige Jahre später im Jahr 1395.
Um 1473 fiel der Besitz nach Aussterben der Dalyngriggelinie durch Heirat Philippa Dalyngrigges an die Familie Lewknor. Während der Rosenkriege unterstützte Sir Thomas Lewknor das Haus Lancaster. Richard III. (Haus York) befahl 1483 die Belagerung der Burg durch Thomas Howard, 2. Duke of Norfolk, wegen fehlender Aufzeichnungen nimmt der Archäologe David Thackray an, die Burg sei widerstandslos übergeben und vom König konfisziert worden. Ein königlicher Konstabler verwaltete die Burg. 1485 gab König Heinrich VII. die Burg an die Familie Lewknor zurück, die sie bis ins 16. Jahrhundert hielt. Die übrigen Ländereien folgten bis 1542 in den Familienbesitz. 1588 erwarb John Levett aus Salehurst Burg Bodiam, 1623 kaufte sie Nicolas Tufton, 1. Earl of Thanet. Sein Sohn John Tufton, 2. Earl of Thanet, erbte das Anwesen 1631, konnte 1639 Burg und übrigen Besitz wiedervereinen, musste aber 1644 wegen einer hohen Strafzahlung an das Parlament von £9.000 (heutiger Wert: £1.300.000) die Burg an den Parlamentsabgeordneten Nathaniel Powell, der 1661 von Karl II. zum Baronet erhoben wurde, veräußern. 1675 erbte Elizabeth Clitherow, Schwiegertochter von Nathaniel Powell, dem 2. Baronet, die Burg, die bis 1722 in deren Familie blieb.
Neuere Forschungen gehen jedoch davon aus, dass die Burg mehr zur Demonstration als für tatsächliche Kampfhandlungen gebaut wurde. Dafür spricht, dass die Zinnen zu niedrig sind, um dahinterstehende Männer vor Geschossen zu schützen, und dass der Wassergraben vermutlich von wenigen Belagerern innerhalb einiger Stunden trockengelegt werden kann, da er an einer Stelle nur durch einen dünnen Erdstreifen von einem größeren Gefälle getrennt ist.

### Besitzer

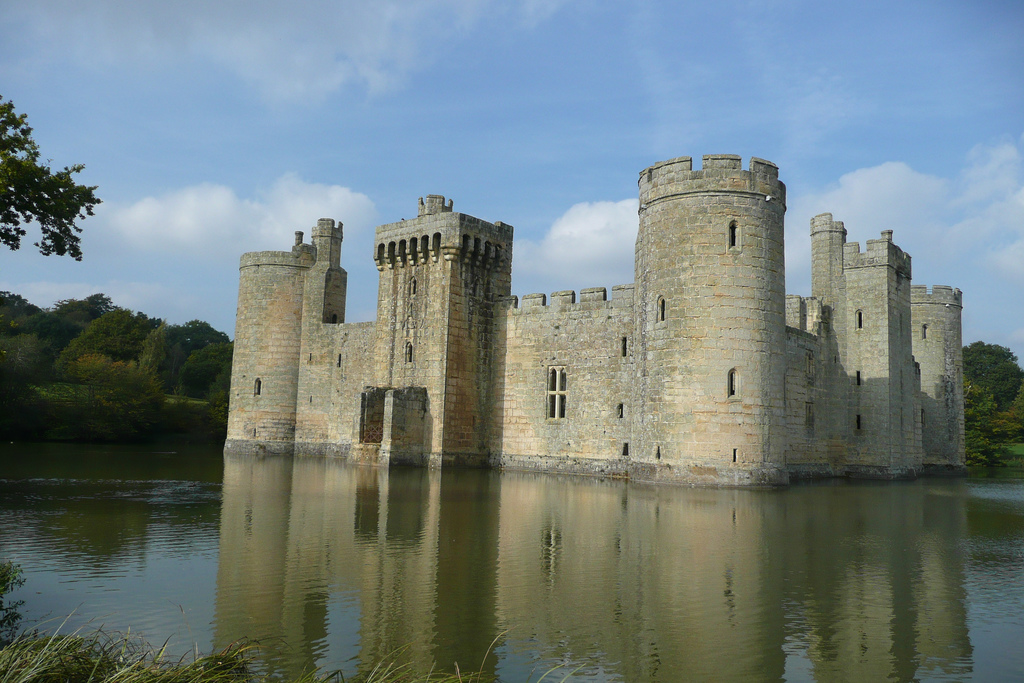
Ansicht von Südosten

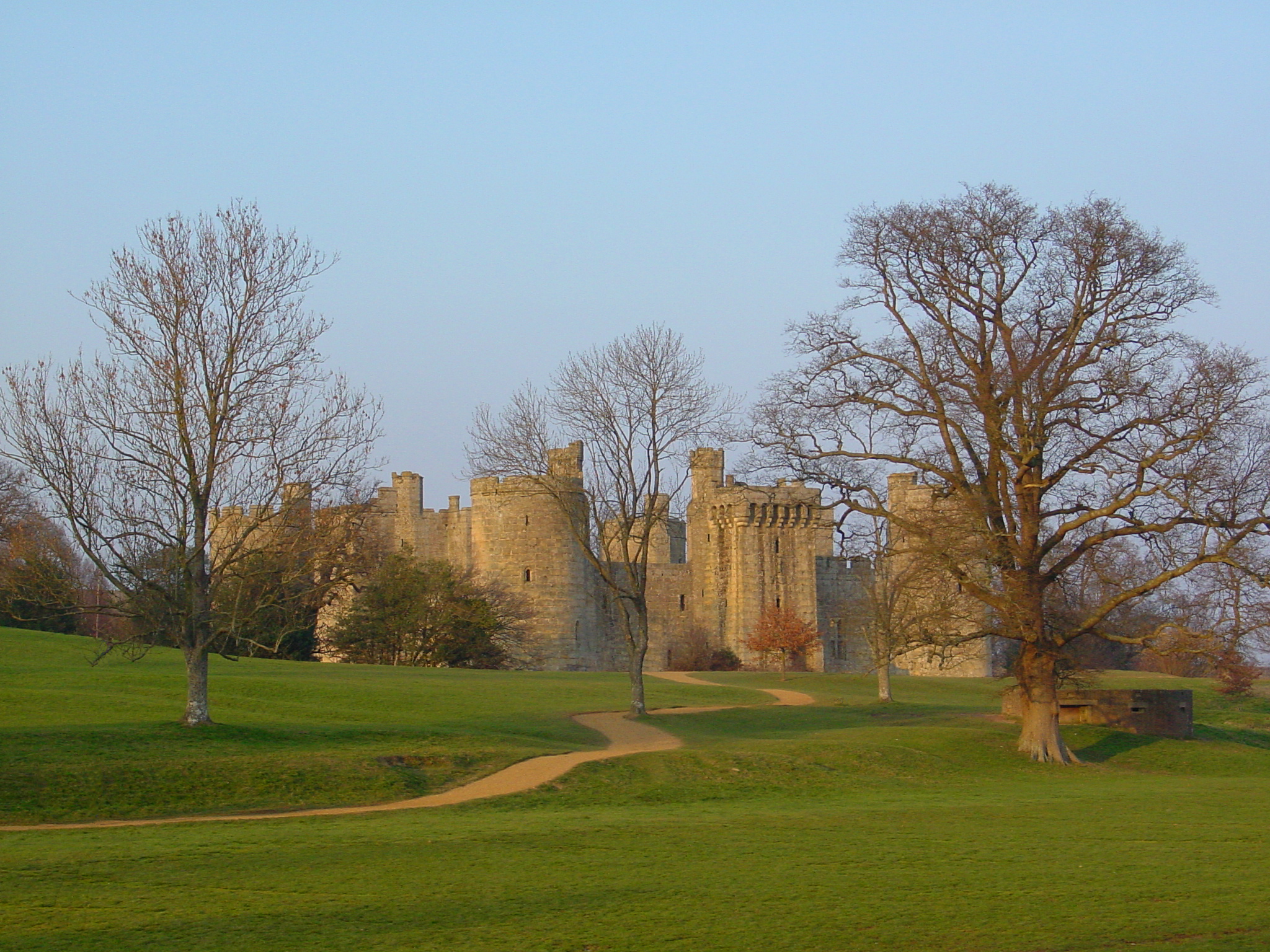
Fernwirkung aus Südwesten; am Rechten Bildrand ist die Pillbox zu erkennen

- 1385–1395: Sir Edward Dalyngrigge, Erbauer der Burg
- 1395–1408: John Dalyngrigge
- 1408–1443: Alice Dalyngrigge (Witwe von John Dalyngrigge)
- 1443–1470: Richard Dalyngrigge
- 1470–1478: Philippa Dalyngrigge (Schwester von Ri. Dalyngrigge)
- 1478–1483: Thomas Lewknor of Trotton
- 1483–1485: Nicholas Rigby, königlicher Konstabler der Burg
- 1485–1543: Roger Lewknor, Sheriff von Sussex (1542 Besitz wiedervereint)
- 1543–1588: Erbteilung der Nachkommen Roger Lewknors
- 1588–1623: John Levett aus Salehurst
- 1623–1631: Nicolas Tufton, 1. Earl of Thanet
- 1631–1644: John Tufton, 2. Earl of Thanet (1639 Besitz wiedervereint)
- 1644–1674: Nathaniel Powell, 1. Baronet (1661)
- 1674–1675: Nathaniel Powell, 2. Baronet
- 1675-17??: Elizabeth Clitherow (Schwiegertochter von Nath. Powell, 2. Baronet)
- 17??–1722: Christopher Clitherow
- 1722–1727: Thomas Webster, 1. Baronet of Battle Abbey
- 1727–1761: Whistler Webster, 2. Baronet
- 1761–1780: Godfrey Webster, 3. Baronet
- 1780–1800: Godfrey Webster, 4. Baronet
- 1800–1820: Godfrey Vassal Webster, 5. Baronet
- 1820–1829: Godfrey Vassal Webster, 6. Baronet
- 1829–1849: John Fuller von Rosehill
- 1849–1916: George Cubitt, 1. Baron Ashcombe
- 1916–1925: George Curzon, 1. Marquess Curzon of Kedleston

## Anlage

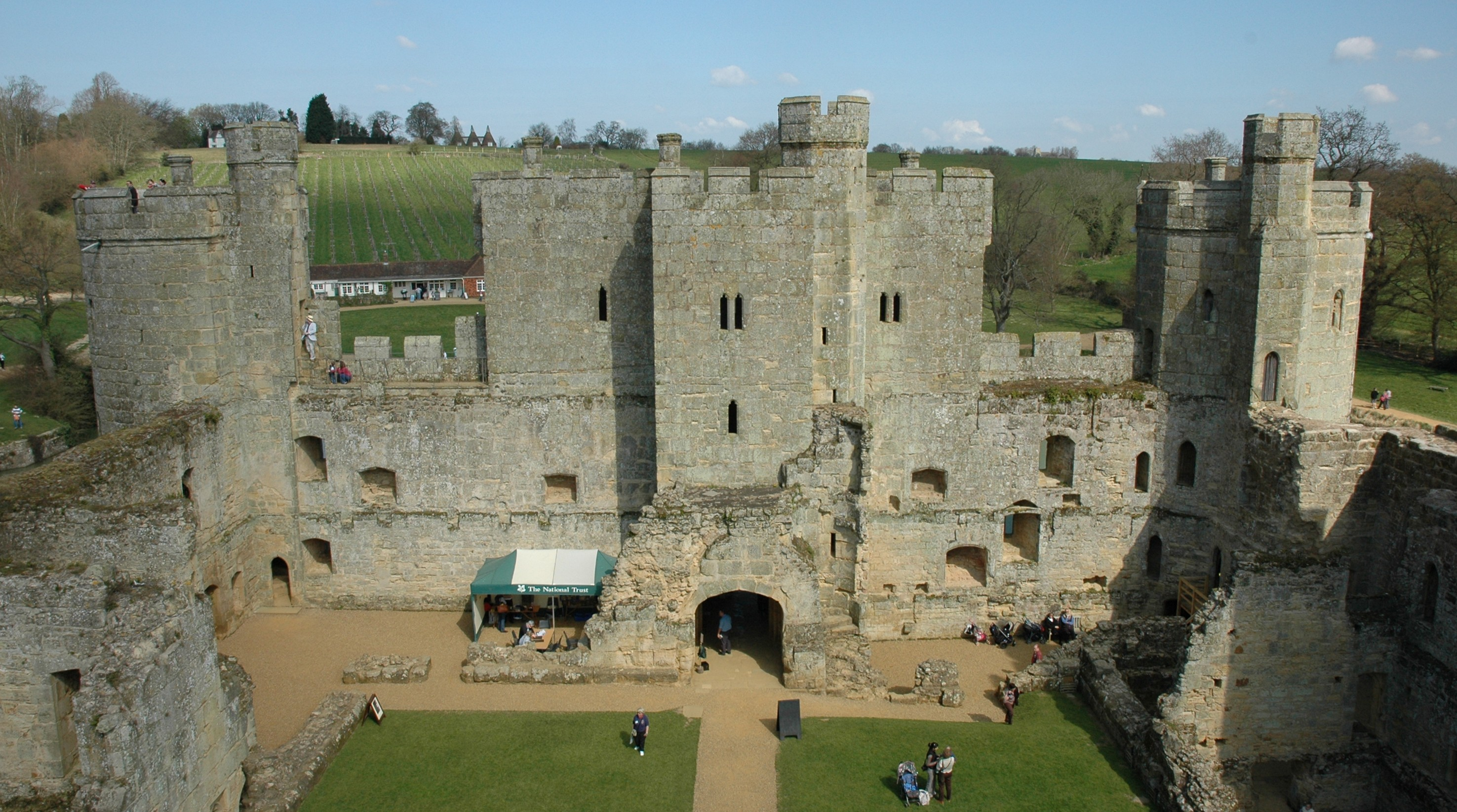
Das weitgehend zerstörte Innere der Burg

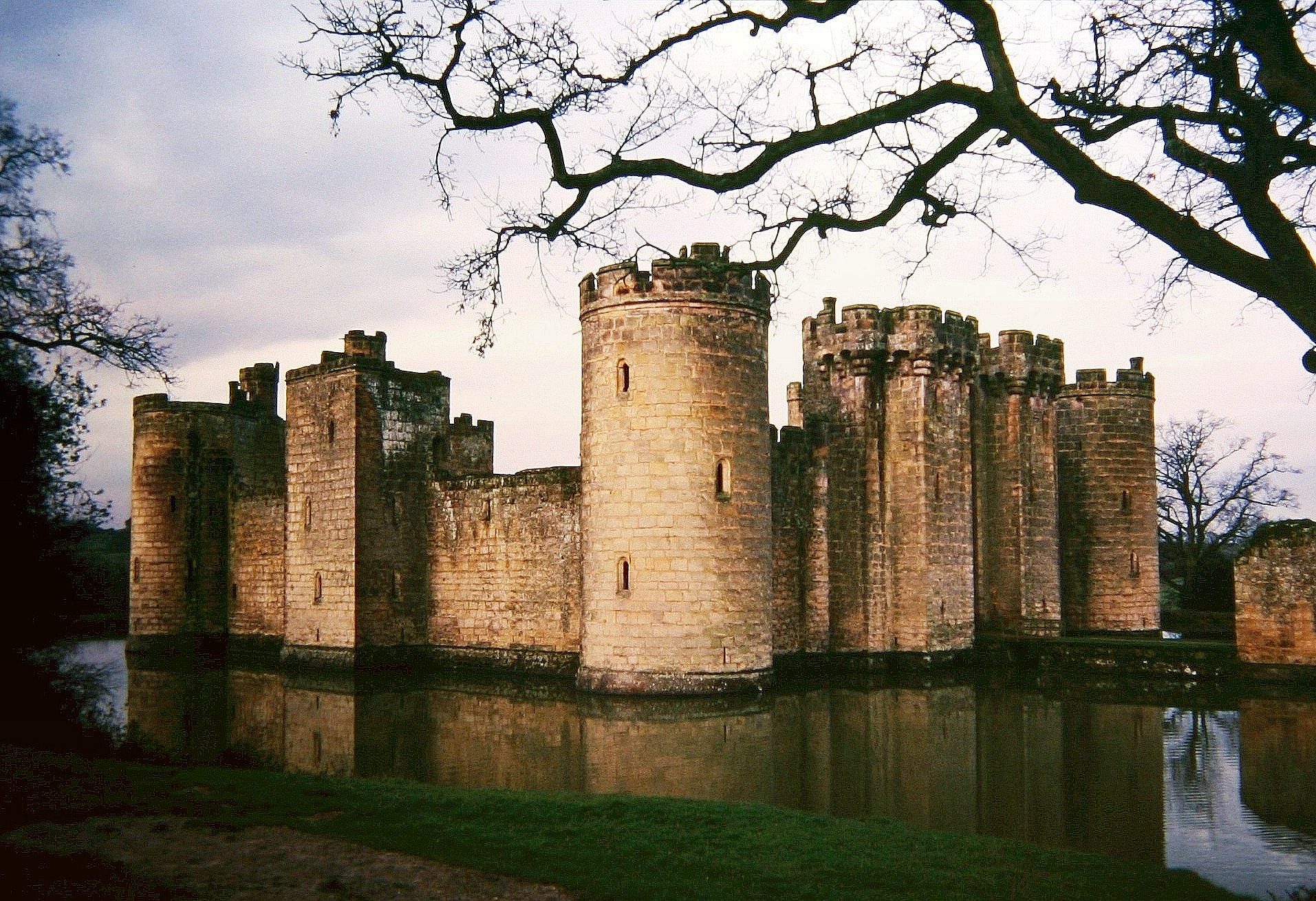
Bodiam Castle in der Abenddämmerung

Burg Bodiam ist rundum von einem breiten Wassergraben umgeben. An der Nordseite befindet sich der rechteckige Torturm mit Haupteingang, Brücke und beidseitigen Wachunterkünften. Vier mächtige Rundtürme von 9,4 Metern Durchmesser markieren die Eckpunkte der fast quadratischen Burganlage von 50 Metern mal 60 Metern (Nord-Süd). In der Mitte des West- und Osttraktes steht jeweils ein rechteckiger Turm. Im nördlichen Teil des Osttraktes befindet sich die Burgkapelle. An der Südseite steht ein zentraler Turm (postern tower) mit einem zweiten Ausgang, rechts davon der große Saal. Dort im Südtrakt sind auch die Wirtschaftsgebäude wie Küche, Speisen- und Getränkekammern untergebracht. Die Burg war, nicht nur für die damalige Zeit, auf Wunsch des Bauherrn sehr komfortabel für alle Bewohner eingerichtet, es gab 33 Feuerstellen bzw. Kamine, 10 Wendeltreppen und 28 Aborterker. Der Westtrakt war für den eigenen Haushalt des ständigen Vertreters des Burgherrn (Burgvogt) vorgesehen. Im Südwestturm ist ein Brunnen eingelassen, der Nordwestturm beherbergte das Burggefängnis. Das Burginnere wurde während des Englischen Bürgerkriegs weitgehend zerstört.
Die Burg wurde von George Curzon, 1. Marquess Curzon of Kedleston, restauriert und kam 1925 zum National Trust.

## Sonstiges
- Bodiam Castle ist in dem Film Die Ritter der Kokosnuß von Monty Python zu sehen.
- In der TV-Miniserie Northanger Abbey (BBC, 1986) nach Jane Austen dient das Gebäude als Kulisse der titelgebenden Familienbehausung der Familie Tilney und lässt die Hauptfigur Katherine Morland wahre Horrorgeschichten à la Ann Radcliffe imaginieren (z. B. The Mysteries of Udolpho).
- Am Rande des Weges vom Besucherparkplatz zur Burg befindet sich eine Pillbox.